# Symphytum longisetum
Symphytum longisetum är en strävbladig växtart som beskrevs av Hub.-mor. och Wickens. Symphytum longisetum ingår i släktet vallörter, och familjen strävbladiga växter. Inga underarter finns listade i Catalogue of Life.